# Theurgische Medizin
Theurgische Medizin ist ein Ordnungsbegriff in der Medizingeschichte, Medizinsoziologie und Ethnologie, der in der weitesten Bedeutung für Krankheits- und Heilkonzepte verwendet wird, in welchen die Heilung und zum Teil auch die Entstehung von Krankheiten dem Wirken übernatürlicher Kräfte und Ursachen zugeschrieben werden.
In der engeren Bedeutung werden theurgische von magischen und animistischen Konzepten dieser Art abgegrenzt in der Weise, dass für die theurgische Medizin die Vorstellung von einem Gott oder Göttern, für magische und animistische hingegen die Vorstellung von Dämonen und Geistern als Agenten von Krankheit und Heilung charakteristisch seien. Entsprechend wird dann auch der theurgische Heiler als Priesterarzt vom Typus des Magiers oder Schamanen unterschieden. Als typische Heilstätten der theurgischen Therapie bzw. Medizin gelten geweihte Orte oder Tempel, wo der Patient sich kultischen Handlungen unterzieht, um mit göttlicher Hilfe zu genesen.
Als Synonyme für theurgische Medizin im engeren Sinn werden auch die Begriffe Priestermedizin oder Tempelmedizin verwendet.
Als typische Beispiele für theurgische Medizin im engeren Sinn gelten der Imhotep-Heilkult der Ägypter und ab dem 5. Jahrhundert v. Chr. neuere Formen (etwa den Tempelschlaf) annehmend die Asklepiosmedizin der Griechen und der römischen Kaiserzeit, desgleichen in den indigenen Kulturen der Neuen Welt die Medizin der Azteken und der Maya.